# Logname
logname je standardní unixový příkaz, který vrací jméno přihlášeného uživatele, či jméno uživatele, v jehož kontextu proces běží.
Tento příkaz má podobnou funkcionalitu jako příkaz whoami a příkaz id s parametry -un. Na rozdíl od těchto příkazů nepoužívá proměnné prostředí LOGNAME a USER, neboť z bezpečnostního hlediska nejsou důvěryhodné (je možné je změnit).

## Historie
Příkaz logname se poprvé objevil v systému 4.4BSD.

## Příklady použití
```
$ logname
pepa
```

## Podobné příkazy
- whoami
- id